# Cupania clavelligera
Cupania clavelligera är en kinesträdsväxtart som beskrevs av C.L. Lundell. Cupania clavelligera ingår i släktet Cupania och familjen kinesträdsväxter. Inga underarter finns listade i Catalogue of Life.